# 常磐市
常磐市（じょうばんし）は、かつて福島県浜通り南部に存在した市。現在のいわき市のいわき湯本温泉周辺に当たる。常磐湯本（じょうばんゆもと）と呼ばれることもある。

## 地理
阿武隈山地の東の太平洋岸地域に位置し、冬でも雪が少ない比較的温暖な地域で、古くから常磐湯本温泉を抱える保養地として発展した地域である。「常磐市」という市名は常陸国と磐城国の境（勿来）に接することに由来するが、全域が磐城国に属する。
南に平野が開けており、西と北と東は山に囲まれている。北側、旧常磐市と旧内郷市の境には、「湯本傾城 (ゆもとけいせい)」と呼ばれる小さい山地が広がっており、常磐線はトンネルで湯本傾城を刳り貫き、国道6号は谷間を縫うように湯本傾城を貫いている。
常磐炭田の最大の拠点として知られる炭鉱の町として、一時期黄金時代を築いたが、高度経済成長期に閉山。その跡地には、1966年に常磐ハワイアンセンター（現スパリゾート・ハワイアンズ）が建設され、「フラガール」の発祥地として人気を誇った。
現在のいわき市役所常磐支所は、1959年に常磐市役所として落成した建物で、1966年に合併によりいわき市となった後は常磐支所となっている。

## 歴史

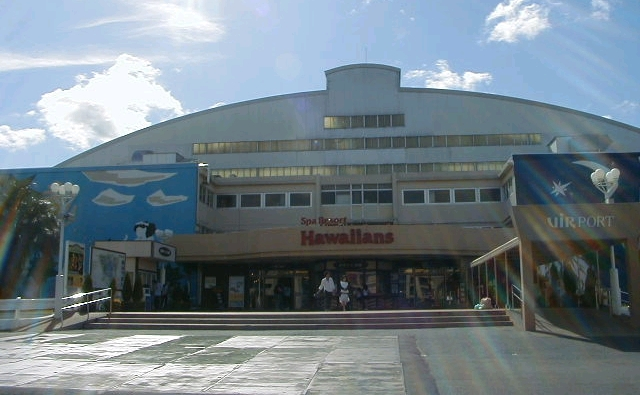
スパリゾート・ハワイアンズ

### 炭鉱と常磐ハワイの葛藤
20世紀前半には、常磐湯本には常磐炭田の炭鉱が存在し、「黒いダイヤ」として炭鉱住宅が立ち並んでいた。その一方で石炭採掘によって温泉の水脈の寸断が起きる結果となり、湯本温泉の湧出が止まるなどの影響を及ぼすことになった。
20世紀後半に高度経済成長期が到来し「石炭から石油へ」とエネルギー事情が変わると、石炭採掘がコスト的に採算割れとなった。このため石炭採掘で噴出していた温泉を活用してこの地に「ハワイアンセンター」を建設するという話が持ち上がり、炭鉱を守りたいという山の男たちと街に生き残るための覚悟をしたハワイ組と対立した。その葛藤は常磐炭鉱を描いた映画「フラガール」でも描かれている。しかし、生き残りをかけるためには採鉱をやめ、新事業を成功させなければならないという思いから、結局完成に至った。

### 年表
- 1889年（明治22年）4月1日 - 町村制の施行により磐前郡湯本村が単独で自治体を形成。
- 1896年（明治29年）
  - 4月1日 - 所属郡が石城郡に変更。
  - 9月23日 - 石城郡磐崎村の一部（大字関船・水野谷）を編入。
- 1897年（明治30年）2月25日　- 日本鉄道の駅として湯本駅が開業。後に磐城炭鉱の引込線も出来て石炭の鉄道輸送も始まった。
- 1922年（大正11年）8月20日 - 湯本村が町制施行して湯本町となる。
- 1935年（昭和10年）5月30日 - 入山炭鉱でガス爆発事故。死者48人を出す惨事となった[1]。
- 1954年（昭和29年）
  - 3月29日 - 小名浜町の一部（大字松久須根・三沢・上矢田）を編入。
  - 3月31日 - 磐崎村を編入し、即日改称および市制施行して常磐市となる[2]。
- 1966年（昭和41年）10月1日 - 磐城市・内郷市・平市・勿来市・小川町・遠野町・久之浜町・四倉町・大久村・川前村・田人村・三和村・好間村と新設合併していわき市が発足。同日常磐市廃止。

## 行政

### 歴代市長
| 代 | 氏名     | 就任                      | 退任                      | 備考       |
| -- | -------- | ------------------------- | ------------------------- | ---------- |
| 1  | 矢吹荘司 | 1954年（昭和29年）3月31日 | 1957年（昭和32年）5月22日 | 旧湯本町長 |
| 2  | 磯野清治 | 1957年（昭和32年）5月23日 | 1966年（昭和41年）9月30日 | 廃止       |

## 教育施設

### 小学校
- 常磐市立湯本第一小学校
- 常磐市立湯本第二小学校
- 常磐市立湯本第三小学校
- 常磐市立磐崎小学校
- 常磐市立長倉小学校
- 常磐市立藤原小学校

### 中学校
- 常磐市立湯本第一中学校
- 常磐市立湯本第二中学校
- 常磐市立湯本第三中学校
- 常磐市立磐崎中学校

### 高等学校
- 福島県立湯本高等学校

## 交通

### 鉄道
- 東日本旅客鉄道
  - 常磐線：湯本駅

### 道路
- 国道6号

## 観光地
- 常磐湯本温泉
- 常磐ハワイアンセンター（現・スパリゾートハワイアンズ）